# Österreichische Höhlendüngeraktion
Die österreichische Höhlendüngeraktion war eine staatlich geplante Unternehmung zur Gewinnung von künstlichem Dünger während und nach dem Ersten Weltkrieg in Österreich.
In Österreich trat während des Ersten Weltkriegs ein immer größerer Mangel an phosphorsäurehaltigem (phosphathaltigem) Düngemittel ein, da die feindlichen Staaten im Besitz der wichtigsten Phosphorlagerstätten waren und durch die Blockade eine Auszehrung der Böden eingetreten war. Dies bewirkte einen Rückgang der Ernteerträge, was zu einer Nahrungsmittelknappheit führte. Die Ernteerträge waren im Jahr 1917 um 50 bis 70 % gegenüber normalen Jahren zurückgeblieben, und für die nächsten Jahre wurde ein weiterer Rückgang befürchtet. Künstliche Düngemittel standen aber nur in unzureichender Menge zur Verfügung. Stickstoff- und kalihaltige Düngemittel konnten zwar zum Teil durch Inlandserzeugung und durch Einfuhr aus dem Deutschen Reich beschafft werden, anders verhielt es sich jedoch mit der Phosphorsäure.
Im Jahre 1917 hat das k.u.k. Ackerbauministerium eine Ausbeutung heimischer Phosphatlager ins Auge gefasst. Um eine Monopolisierung der Gewinnung und Aufsuchung neuer Lagerstätten auf fremden Grund und Boden zu ermöglichen, wurde eine Gesetzesvorlage mit dem Titel „Gesetz, betreffend die Gewinnung phosphorsäurehaltiger, für Düngungszwecke verwendbarer Stoffe“ (Phosphatgesetz) eingebracht und sofort vom Parlament behandelt.
Am 15. März 1918 wurde unter Vorsitz des Sektionschefs Viktor Deutsch im Ackerbauministerium der Beschluss gefasst, mit den Vorarbeiten für die Phosphatgewinnung zu beginnen. Neben der bereits bekannten Lagerstätte in der Drachenhöhle wurden ca. 1500 Höhlen befahren und untersucht und die Daten im großen Höhlenkataster vereinigt. Das Ergebnis dieser Untersuchungen ist heute nicht mehr bekannt, da die Unterlagen verloren gegangen sind.
Da die Gefahr bestand, dass hochwertige wissenschaftliche Funde verloren gehen könnten, wurde eine Konzentration der Funde im Speläologischen Institut in Wien, wo auch die Bearbeitung erfolgte, veranlasst.
Während mit dem Abbau in der Badlhöhle sowie in den Peggauer Wandhöhlen begonnen wurde, erfolgte ein Ausbau des Mixnitzer Werkes. Die Drachenhöhle bei Mixnitz wurde mit einer Telefonleitung, einer Starkstromanlage sowie mit einer Seilbahn mit dem Tal verbunden. Die errichteten Anlagen in Peggau jedoch erwiesen sich wegen der Feuchtigkeit des Materials als unzweckmäßig und versagten schon nach kurzer Zeit. Bis zur endgültigen Einstellung des Betriebes am 29. Juli 1919 musste auf Verladung per Hand mit Schaufel umgestellt werden. Die Organisation der Aktion und der Ertrag wurde durchaus kritisch gesehen.
Im Frühsommer 1920 konnte der Betrieb in Mixnitz aufgenommen und der Abbau der Lagerstätten in der Höhle begonnen werden. Nach der Einstellung des Betriebes am 15. August 1923 – die Förderung war schon Monate zuvor eingestellt worden – erfolgte am 1. März 1924 die Auflösung.
Trotz aller Mängel konnten insgesamt rund 23.218 Tonnen Höhlendünger der Landwirtschaft zugeführt werden.
| Abbauort                                               | geförderte Menge | P2O5 / Tonnen |
| ------------------------------------------------------ | ---------------- | ------------- |
| Peggau                                                 | 60 Waggons       | 360           |
| Badlhöhle                                              | 400 Tonnen       | 280           |
| Drachenhöhle bei Mixnitz                               | 3000 Waggons     | 2.5000        |
| Lettenmayrhöhle bei Kremsmünster                       |                  | 100           |
| Merkensteinhöhle bei Baden                             |                  | 6,6           |
| Schwarzgrabenhöhle bei Maiersdorf (Gemeinde Hohe Wand) |                  | 2,4           |

Auch nach dem Zweiten Weltkrieg wurde der Versuch unternommen, den Phosphatabbau wieder aufzunehmen. Da die Daten des Speläologischen Institutes verloren gegangen sind, bzw. noch in Deutschland lagerten, wurden in den Jahren 1946 und 1947 von einer Gruppe Studenten der Universität und der Technischen Hochschule Graz Proben genommen, um neue Phosphathöhlen zu erschließen. Es ist nur aus der Lettenmayrhöhle bei Kremsmünster ein Abbau von 470.000 kg von 1945 bis 1947 bekannt.